# 马恩河畔罗什
马恩河畔罗什（法語：Roches-sur-Marne，法語發音：[ʁɔʃ syʁ maʁn]）是法国上马恩省的一个市镇，位于该省北部，属于圣迪济耶区。

## 地理
马恩河畔罗什（48°36'24"N, 5°2'16"E）面积7.87 平方千米，位于法国大東部大區上马恩省，该省份为法国东北部内陆省份，北起马恩省和默兹省，西接奥布省，西南接科多尔省，东南接上索恩省，东临孚日省。
与马恩河畔罗什接壤的市镇（或旧市镇、城区）包括：沙穆耶、厄尔维尔-比安维尔、聖迪濟耶、昂塞维尔。

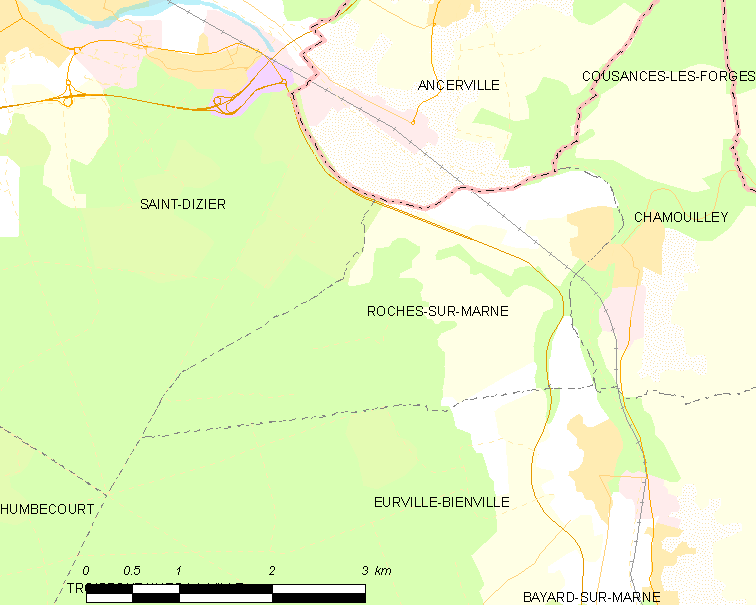
马恩河畔罗什的OSM定位图

马恩河畔罗什的时区为UTC+01:00、UTC+02:00（夏令时）。

## 行政
马恩河畔罗什的邮政编码为52410，INSEE市镇编码为52429。

## 政治
马恩河畔罗什所属的省级选区为厄尔维尔-比安维尔县。

## 人口

1962-2008年间马恩河畔罗什人口变化图示

马恩河畔罗什于2022年1月1日时的人口数量为583人。